# Calliandra viscidula
Calliandra viscidula är en ärtväxtart som beskrevs av George Bentham. Calliandra viscidula ingår i släktet Calliandra och familjen ärtväxter. Inga underarter finns listade i Catalogue of Life.

## Bildgalleri

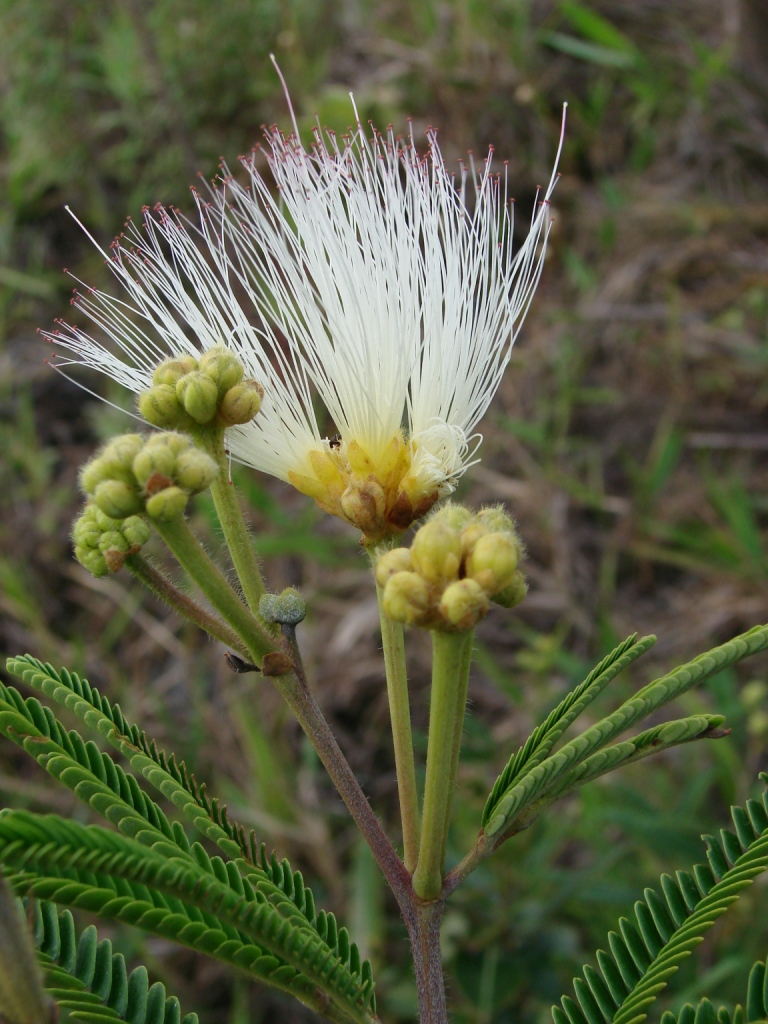
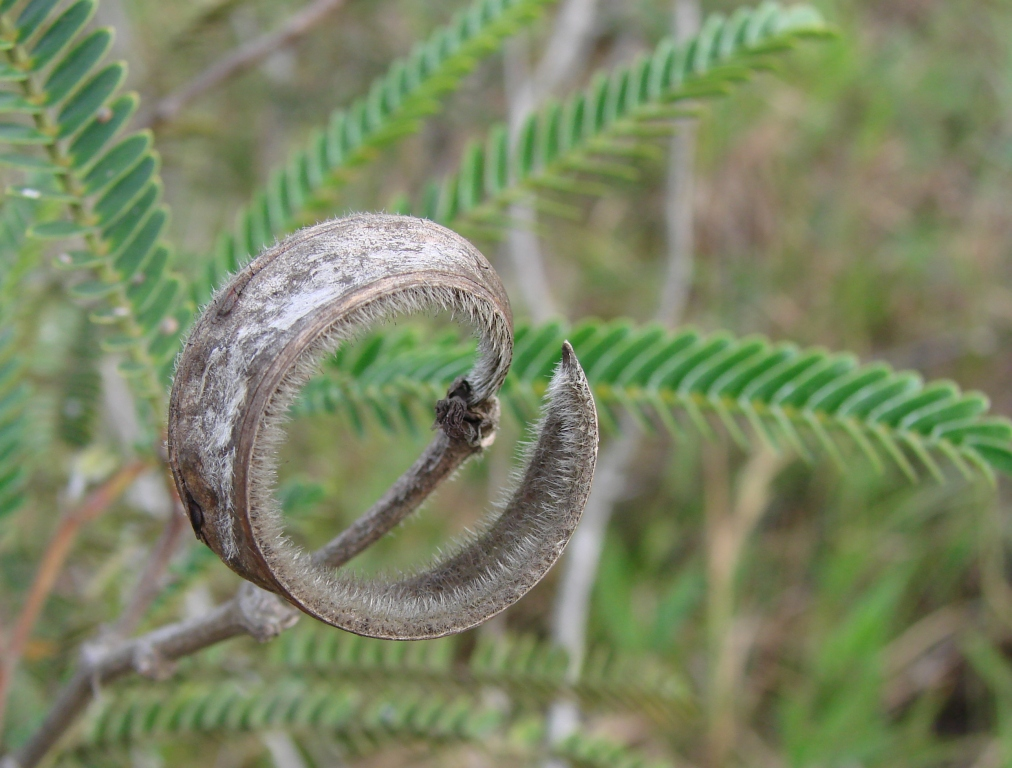
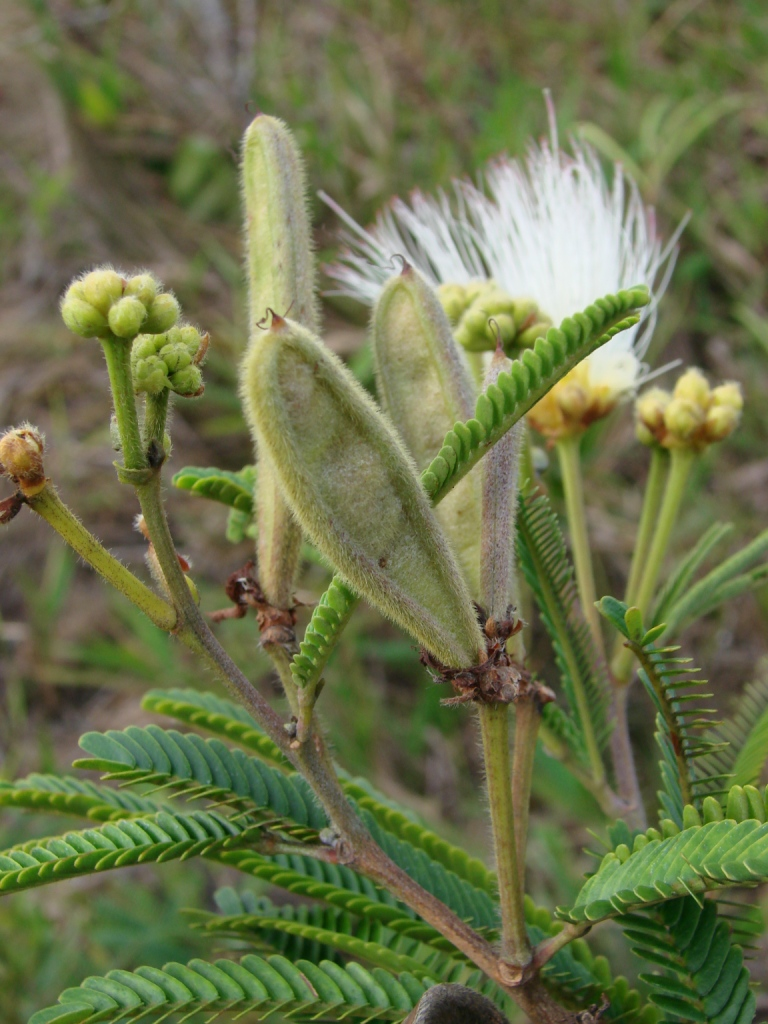